# Eucalyptus sparsa
Eucalyptus sparsa är en myrtenväxtart som beskrevs av Boomsma. Eucalyptus sparsa ingår i släktet Eucalyptus och familjen myrtenväxter. Inga underarter finns listade i Catalogue of Life.